# Brachylia incanescens
Brachylia incanescens is een vlinder uit de familie van de Houtboorders (Cossidae). De wetenschappelijke naam van deze soort is voor het eerst gepubliceerd in 1875 door Arthur Gardiner Butler.
De soort komt voor in Zuid-Afrika.